# Parski (województwo łódzkie)
Parski – wieś w Polsce położona w województwie łódzkim, w powiecie łęczyckim, w gminie Świnice Warckie.
W latach 1975–1998 miejscowość położona była w województwie konińskim.

## Zabytki
Według rejestru zabytków Narodowego Instytutu Dziedzictwa na listę zabytków wpisane są obiekty:
- zespół dworski, pocz. XIX w., nr rej.: 445/186 z 7.08.1990:
  - dwór
  - park